# Laurent de Gouvion Saint-Cyr
Laurent de Gouvion Saint-Cyr, 1º Marquês de Gouvion Saint-Cyr (Toul, Meurthe-et-Moselle, 13 de abril de 1764,  – Hyères, 17 de março de 1830) foi um comandante francês durante as Guerras revolucionárias francesas e nas Guerras Napoleónicas. Foi nomeado Marechal do Império, em 1812, por Napoleão. 